# Maggie Ma
Maggie Ma (Vancouver, 9 de julio de 1982) es una actriz canadiense de ascendencia china. Ella obtuvo su mejor papel en la película Destino final 3 como Perry Malinowski.

## Filmografía
- Rags como una recepcionista (2012)
- I Love You, Beth Cooper es Sophomore Girl (2009)
- Things We Lost in the Fire es dependienta de la heladería #2 (2007)
- They Wait es Tía Mei de joven (2007)
- The 4400 es Sophia (2007)
- The Invisible es Danielle (2007)
- Masters of Horror es La que muerde el lápiz (2006)
- John Tucker Must Die es Chica de primer curso #2 (2006)
- Destino final 3 es Perry Malinowski (2006)
- The Hunters es Li Ming (2006)